# Chiesa di Santa Maria della Pace (Lodi)
La chiesa di Santa Maria della Pace è una chiesa cattolica posta nel centro storico della città italiana di Lodi.

## Storia
La chiesa venne eretta intorno al 1525 per volontà del vescovo Sforza, per celebrare un miracolo avvenuto il 7 settembre 1515, in cui una Madonna dipinta su un muro avrebbe invitato alla pace due duellanti che combattevano sulla strada.
Nel corso dei secoli la chiesa venne ampliata tre volte: nel 1604 con la costruzione della sagrestia, nel 1801 con il nuovo presbiterio e infine nel 1934.

## Caratteristiche

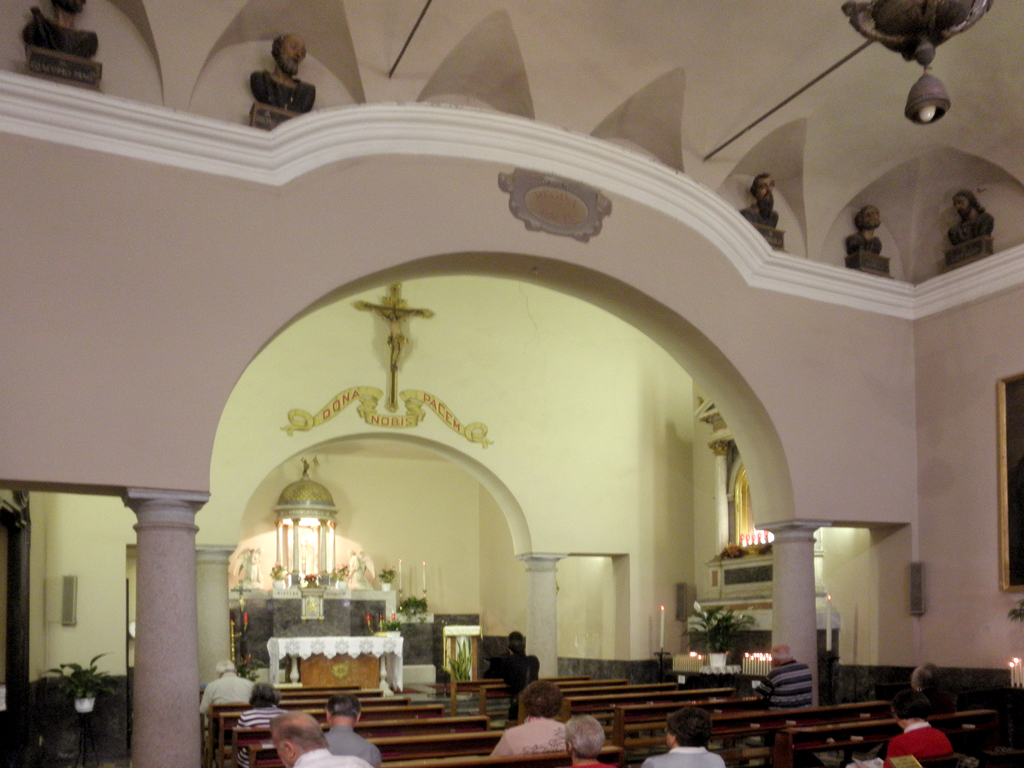
L'interno

La chiesa, di modeste dimensioni, è posta sul lato destro del corso Umberto, l'importante strada che dalla piazza centrale conduce all'Adda.
La facciata, di linee semplici e armoniose, è posta lungo il filo stradale. L'interno, ad unica navata, possiede alcune irregolarità dovute agli ampliamenti succedutesi nei secoli.
Vi si conserva un pregevole affresco cinquecentesco, rappresentante l'Adorazione dei Magi e attribuito ad Albertino Piazza.

### Fonti
- Giovanni Agnelli, Lodi ed il suo territorio nella storia, nella geografia e nell'arte, Lodi, Lodigraf, 1990  [1917],  p. 241, ISBN 88-7121-046-8.

### Testi di approfondimento
- Francesco Cerri, Santa Maria della Pace in Lodi: santuario dell'adorazione del SS. Sacramento, Lodi, Lodigraf, 1983, ISBN non esistente, SBN BVE0271956.